# John Mayer Trio
John Mayer Trio er en amerikansk Blues/rock musikgruppe. Trioen startede, da guitaristen og sangskriveren John Mayer ville prøve nye veje inden for musikkens verden, og da han altid har været fascineret af bluesmusik, som han har hørt lige fra sin barndom, ville han prøve at spille lidt mere rodbunden rockmusik, end han hidtil havde gjort. I foråret 2005 fik han fat i Steve Jordan (som førhen har spillet med Bruce Springsteen) og Pino Palladino (som har spillet sammen med The Who). I sommeren 2005 spillede trioen Jimi Hendrix' "Bold As Love" til indsamling for tsunaimiens ofre. John Mayer Trio startede med at turnere i 2005.
I oktober, 2005, turnerede trioen sammen med The Rolling Stones som opvarmning. Den 22. november, 2005, udgav John Mayer Trio deres første og eneste livealbum, Try!. Albummet blev i december, 2006, nomineret til den amerikanske Grammypris i kategorien "Best Rock Album", men Red Hot Chili Peppers vandt prisen.
Gruppen havde i øvrigt sin egen mindre sektion i John Mayers verdensturne i 2017. 

## Bandmedlemmer
- John Mayer: Sanger, guitarist
- Steve Jordan: trommeslager
- Pino Palladino: bassist

## Diskografi

### Albums
- Try! (22. november 2006) - Livealbum

### Singler
- "Who Did You Think I Was" (2005)